# 대구 신무동 마애여래좌상
대구 신무동 마애여래좌상(新武洞 磨崖如來坐像)은 대한민국 대구광역시 동구 신무동에 있는 마애불이다. 1988년 5월 30일 대구광역시의 유형문화재 제18호로 지정되었다.

## 개요
부인사계곡 아래쪽에 위치하고 있는 이 불상은 지상에 노출된 큰 바위 위에 돋을새김한 불상이다.
머리에는 작은 소라 모양의 머리칼을 붙여 놓았으며 길쭉한 얼굴은 풍만감을 주고 있다. 어깨는 당당하며 양 어깨를 감싸고 있는 옷에는 경직된 모습의 옷주름이 표현되었다. 손은 오른손을 위로 들어 손바닥을 밖으로 향하게 하고, 왼손은 손바닥을 밖으로 향하게 하여 내리고 있는 모습이다. 불상이 앉아있는 대좌(臺座)는 위와 아래를 향한 연꽃을 새겼는데, 위를 향한 연꽃 속에는 꽃무늬를 새겨 놓았다. 광배(光背)는 머리광배와 몸광배를 선으로 구별하고 있는데, 머리광배에는 고사리 무늬를 새기고 가장자리를 불꽃무늬로 장식하였다.
이 불상은 길쭉한 얼굴, 경직된 옷주름 등의 조각기법으로 보아 고려시대에 만들어진 것으로 보인다.

## 참고 자료
- 신무동마애불좌상 - 국가유산청 국가유산포털